# 海丰县农民药房旧址
海丰县农民药房旧址，位于中国广东省汕尾市海丰县海城大街27号，为海丰县的一个县级文物保护单位，类型为近现代重要史迹及代表性建筑，公布时间为1963年。
海丰县农民药房旧址的历史年代为1922年。

## 历史
农民药房原为马姓私家药房。1922年夏，赤山约农会成立后，彭湃发动马姓药房为农民诊病。农民凭农会证看病取药，免收诊金，药费仅收一半。

## 建筑
建筑坐南向北，左右山墙与邻居共墙。面宽3.75米，进深二间14.2米，面积53.25平方米。